# Liam Cronin

Indiana Hoosiers

Nebraska Cornhuskers

Liam Smith Cronin (ur. 17 listopada 1997) – amerykański zapaśnik walczący w stylu wolnym. 
Brązowy medalista mistrzostw panamerykańskich w 2025 roku. 
Zawodnik Servite High School z Anaheim, Indiana University Bloomington i University of Nebraska–Lincoln. All-American w NCAA Division I w 2023, gdzie zajął piąte miejsce.